# George H. Cohen
George H. Cohen (Madrid, 27 novembre 1955) è un imprenditore e filantropo canadese e francese. Vive in Messico.

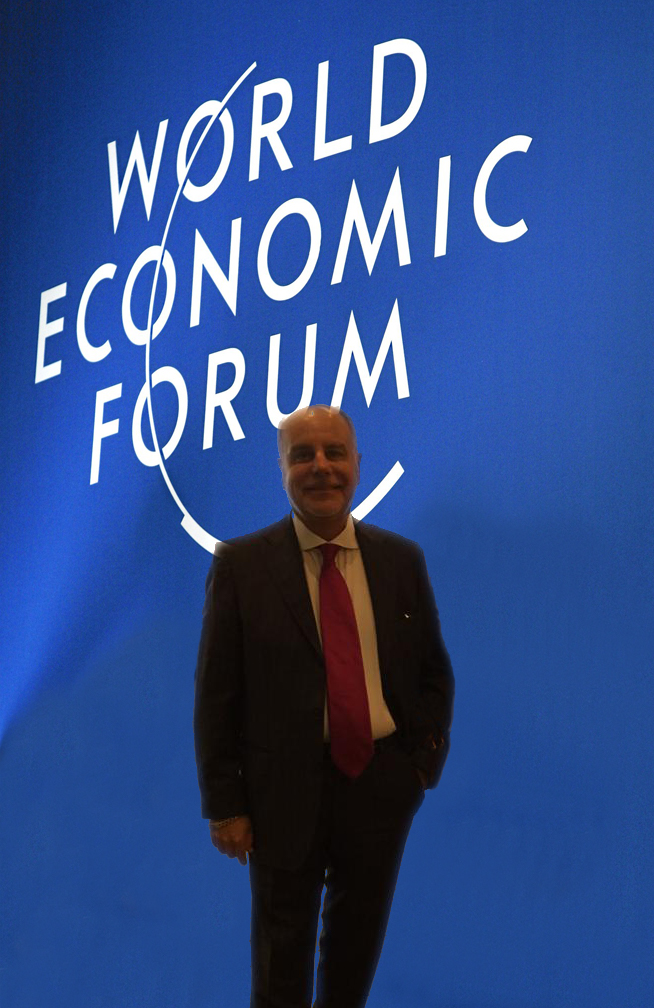
George H. Cohen, Chairman and Chief Executive Officer of Traders Group Limited, Hermes Bancorp and Hermes Bank, at World Economic Forum, 2005.

È presidente e amministratore delegato di Traders Group Limited, Hermes Bancorp e Hermes Bank, società finanziarie globali che ha fondato tra il 1985 e il 1994 . 
La sua fortuna personale a Ottobre 2016 è stimata in 2,1 miliardi di dollari. 
È stato consulente speciale del presidente messicano Vicente Fox e del presidente francese Jacques Chirac.

## Vita e formazione
Cohen è cresciuto in una famiglia ebrea a Parigi, figlio di Isaac H. Cohen e Liliane Mouyal. Suo padre e sua madre possedevano una piccola gioielleria a Parigi.
Il primo lavoro di Cohen a 12 anni era il trasloco domestico. Ha lavorato dalle 4:00 alle 20:00 per l'equivalente di 10 dollari al giorno. A 14 anni ha iniziato a comprare vestiti all'ingrosso e a venderli al dettaglio ai suoi amici studenti. 
Dopo aver aiutato la famiglia, a soli 16 anni aveva accumulato circa 75000 dollari; questo gli ha dato il suo primo fiuto per gli affari. Ha iniziato ad acquistare a prezzi di liquidazione grandi stock di cosmetici e capi d'abbigliamento che vendeva al dettaglio da 3 a 4 volte il prezzo di acquisto. Con i profitti ricavati, durante gli studi universitari, ha portato avanti con un amico l'acquisto di appartamenti a Parigi, ristrutturandoli e rivendendoli.
Cohen ha frequentato CEG 93 Alesia a Parigi, il liceo Maimonides, ha ricevuto un MBA da HEC e un dottorato di ricerca presso l'Istituto Federale Svizzero di Tecnologia.

## Investimenti
Il primo lavoro di Cohen negli investimenti finanziari è stato presso la  Banque Nationale de Paris, poi la sua formazione in investment banking presso Donaldson, Lufkin & Jenrette, una banca di investimenti a New York. Successivamente ha lavorato presso la banca d'investimento Lehman Brothers. Nel 1985, Cohen ha fondato Traders Group a Hong Kong, che inizialmente si concentrava su fusioni e acquisizioni. Nel 1993 Traders Group ha acquisito Hermes Bancorp, società madre di Hermes Bank, con il principale obiettivo in acquisizioni aziendali, immobili, asset alternativi, private equity; ad oggi conta circa $75 miliardi di dollari di asset.
Nel dicembre 2001, Cohen è stato inserito nell'elenco dei membri dell'Advisory Board del Fondo Mexicano del Petroleo para la Estabilizacion y el Desarrollo.
Nel novembre 2002, Cohen è stato inserito nell'elenco del Comitato consultivo del Fondo di prosperità della Colombia.

## Vision politica ed economica
Cohen ha una forte cultura politica moralistica conservatrice e si batte per assicurare ai suoi figli e nipoti uno stile di vita e una cultura tradizionalista. È stato attivo nell'elezione del presidente Nicolas Sarkozy della Francia e del primo ministro Stephen Harper del Canada.
Profondamente Sionista vede il Kibbutz come uno stile di vita, quindi le sue convinzioni sono caratterizzate dall'enfasi della comunità e delle virtù civiche sugli individualismi. Considera il Multiculturalismo un utilitarismo necessario. La cultura politica tradizionalista eleva l'ordine sociale e la struttura familiare a un ruolo preminente. Accetta una gerarchia naturale nella società e, ove necessario, per proteggere la società, una leadership autoritaria nei regni politico e religioso.
Negli ultimi 6 anni, Cohen ha donato più di 5 milioni di dollari a diverse organizzazioni conservatrici come Unione Democratica Internazionale.

## Patrimonio
Dopo la vendita delle sue attività immobiliari negli Stati Uniti nell'ottobre 2016, aveva un patrimonio netto stimato di 2,1 miliardi di dollari.

## Filantropia
Crede fortemente nella beneficenza ed è coinvolto in diversi enti attraverso la sua fondazione Cohen, fondata in Bangladesh come ente di beneficenza senza scopo di lucro; Essa contribuisce al benessere umano e al progresso della società. Ha fornito 15 milioni di dollari per creare un micro fondo e oltre 20 milioni di dollari per vari progetti educativi principalmente in Asia.

## Vita personale
Cohen ha sposato Anna Oliva nel 2017, una talentuosa decoratrice di interni. Ha due figli Alexis e Tiffany da una precedente relazione e ha adottato Kassadra la figlia della sua attuale moglie.
Nel 2016, a seguito di accuse politiche strumentali di marketing ingannevole, Cohen ha vinto in tribunale ed è stato totalmente prosciolto .